# Rocco Reed
Joshua Luke Broome (Columbia, South Carolina, 26 de julio de 1982), conocido con el nombre artístico de Rocco Reed, es un actor pornográfico estadounidense.

## Carrera
Empezó trabajando como modelo, hasta que se trasladó a Los Ángeles para continuar modelando y empezar su carrera en la actuación. Antes de entrar a la industria pornográfica, apareció en la revista Playgirl en 2006.
Comenzó a dirigir para Penthouse en enero de 2011. Hizo su debut de director en una película titulada, 10 Things I Hate About Valentine's Day, una comedia romántica basada en la película Valentine's Day. Según la IAFD, en 2011 fue el actor masculino con mayor trabajo al aparecer en 133 películas ese año.
Tras dejar el cine heterosexual, hizo su primera escena gay con Tommy Defendi el 18 de julio de 2012 para la productora Men.com. En mayo de 2013 después de casi 40 escenas rodadas con la productora, anunció su retiro de men.com para firmar con Kristen bojorn productora más grande de películas para adultos.   
rsidad de Carolina del Sur, donde jugaba al baloncesto. Tiene un profesorado en psicología. Además, estudió actuación en el instituto.

## Premios y nominaciones
| Año  | Resultado | Premio | Película                                        |
| ---- | --------- | --- | ----------------------------------------------- |
| 2009 | Nom       | | —                                               |
| 2010 | Nom       | Mejor Escena de Sexo Grupal (con Jessica Drake, Kirsten Price, Alektra Blue, Mikayla Mendez, Kaylani Lei, Tory Lane, Jayden Jaymes, Kayla Carrera, Randy Spears, Brad Armstrong, Marcus London, Mick Blue & T.J. Cummings)                     | 2040                                            |
| 2010 | Nom       | Mejor Intérprete del Año | —                                               |
| 2011 | Nom       | Mejor Intérprete del Año | —                                               |
| 2012 | Nom       | Mejor Escena de Sexo Grupal (con Alektra Blue, Jessica Drake, Kaylani Lei, Kirsten Price, Brandy Aniston, Nikki Daniels, Lucky Starr, Puma Swede, Randy Spears, Tommy Gunn, Marcus London, Ron Jeremy, Jack Vegas, Dick Chibbles & Mac Turner) | The Rocki Whore Picture Show: A Hardcore Parody |
| 2012 | Nom       | Mejor Actor de Soporte | Horizon                                         |
| 2012 | Nom       | Best Three-Way Sex Scene (G/G/B) (con Sheena Ryder & Katie Jordin) | What the Fuck! Big Tits, Bitches & Ass          |
| 2012 | Nom       | Male Performer of the Year | —                                               |

| Año  | Resultado | Premio                                                            | Película                                     |
| ---- | --------- | ----------------------------------------------------------------- | -------------------------------------------- |
| 2010 | Nom       | Intérprete Masculino del Año                                      | —                                            |
| 2011 | Nom       | Interpretación Masculina del Año                                  | —                                            |
| 2011 | Nom       | Interpretación Actoral del Año - Masculino                        | Mad Love                                     |
| 2012 | Ganador   | Mejor Intérprete del Año                                          | —                                            |
| 2012 | Nom       | Interpretación Actoral del Año - Masculino                        | Girlfriend for Hire                          |
| 2012 | Nom       | Mejor Interpretación Actoral del Año - Masculino                  | Star Trek: The Next Generation: A XXX Parody |
| 2013 | Nom       | Mejor Actor - Couples-Themed Release                              | Cafe Amore                                   |
| 2013 | Nom       | Mejor Actor de Soporte                                            | Star Wars XXX: A Porn Parody                 |
| 2013 | Nom       | Mejor Escena - Parodia de Estrenos (con Allie Haze & Seth Gamble) | Star Wars XXX: A Porn Parody                 |

| Año  | Result | Premio                           |
| ---- | ------ | -------------------------------- |
| 2010 | Nom    | Interpretación Masculina del Año |
| 2012 | Nom    | Mejor Actor                      |
| 2012 | Nom    | Interpretación Masculina del Año |